# Laveggio
Der Laveggio ist ein rund 11 Kilometer langer Fluss in der italienischen Provinz Varese und im Schweizer Kanton Tessin. Er entwässert einen Teil des Mendrisiottos südlich von Lugano und mündet bei Riva San Vitale in den Luganersee.

## Verlauf
Der Laveggio entspringt einem kleinen Weiher auf 418 m ü. M. in der Gemeinde Clivio in Italien. Nach nicht einmal 100 Metern überquert er die Staatsgrenze zur Schweiz und fliesst nun durch die Gemeinde Stabio. Anfangs fliesst er meist nach Südosten durch den südwestlichen Teil von Stabio. Bei Palazzetta mündet ein kleiner Bach von rechts, wobei der Laveggio zugleich nach Nordosten abknickt. Er passiert das Industriegebiet von Stabio und bildet kurz die Gemeindegrenze zu Mendrisio, bevor er sie ganz übertritt und nun die Stadtquartiere Ligornetto und Genestrerio sowie danach Rancate abgrenzt.
Er durchfliesst Rancate sowie Mendrisio, wo ihm der Moree zufliesst. Kurz danach bildet er die Gemeindegrenze zwischen Mendrisio und Riva San Vitale, ehe er ganz in letztgenannter Gemeinde verläuft. Hier mündet der Fluss schliesslich auf 271 m ü. M. in den Luganersee.